# Aooo (アルバム)
『Aooo』（アウー）は、日本のロックバンドAoooの1枚目のオリジナル・アルバムである。2024年10月16日にソニー・ミュージックレーベルズ内のレーベルEchoesから発売された。

## 背景とリリース
石野理子、すりぃ、ツミキ、やまもとひかるによるバンドの初のアルバム作品となり、バンド名を冠したセルフタイトルとなっている。全曲一発撮りでレコーディングされた。
本作以前にデモ作品『Demooo』をリリースしており、同作の収録曲もリアレンジされて再び本作に収録されている。
メジャーデビュー作品で、ソニー・ミュージックレーベルズ内に新たに新設されたレーベルEchoesからリリースされた。
2024年9月17日には、本作から「サラダボウル」「イエロートイ」「アパシー」「青い煙」「リピート」の5曲が先行配信された。

## ミュージック・ビデオ
サラダボウル
監督：Moto
2024年9月17日にYouTubeで公開された。
イエロートイ
監督：Toshitaka Shinoda (IjigenTOKYO)
本作の発売から約4か月後となる2025年2月1日にYouTubeで公開された。

## 収録内容
| #         | タイトル          | 作詞      | 作曲             | 時間  |
| --------- | ----------------- | --------- | ---------------- | ----- |
| 1.        | 「FLASH FORWARD」 | 石野理子  | やまもとひかる   | 1:18  |
| 2.        | 「サラダボウル」  | すりぃ    | すりぃ           | 3:30  |
| 3.        | 「イエロートイ」  | ツミキ    | ツミキ           | 2:58  |
| 4.        | 「アパシー」      | 石野理子  | Aooo             | 3:16  |
| 5.        | 「水中少女」      | ツミキ    | ツミキ           | 3:30  |
| 6.        | 「青い煙」        | 石野理子  | やまもとひかる   | 3:14  |
| 7.        | 「MORE」          | 石野理子  | 石野理子、ツミキ | 2:36  |
| 8.        | 「Casablanca」    | 石野理子  | やまもとひかる   | 3:37  |
| 9.        | 「ネオワビシイ」  | すりぃ    | すりぃ           | 3:14  |
| 10.       | 「ネロリ」        | 石野理子  | やまもとひかる   | 3:30  |
| 11.       | 「リピート」      | すりぃ    | すりぃ           | 3:29  |
| 12.       | 「エイプリル」    | ツミキ    | ツミキ           | 4:42  |
| 合計時間: | 合計時間:         | 合計時間: | 合計時間:        | 38:54 |

## 楽曲解説
FLASH FORWARD
1stアルバムの1曲目ということから、自分達と本作を紹介するような曲、バッチバチに尖った曲が作りたくて、石野理子とやまもとひかるの2人でイメージを擦り合わせて作っていった曲だという。
サラダボウル
2024年9月17日に『Demooo』からの再録となった4曲と共に本作から先行配信された。
テレビ朝日にて放送の番組『EIGHTJAM』の【プロが選ぶ2024年マイベスト10曲】において蔦谷好位置が3位に選出した。
イエロートイ
アパシー
水中少女

青い煙
MORE
本作で一番最後に制作された曲で、石野理子がサビのメロディと詞を最初に作り、その後ツミキが曲の展開などを仕上げていったという。
Casablanca
本楽曲について石野理子はXにて「私自身、大人になるにつれて、幸せを感じるハードルが高くなったなぁとか、尻込みすることが増えたなぁと感じることが増えたことから作った曲です」と語っている。
ネオワビシイ
高揚歓と不安感に満ちた若者の上京物語が、コミカルにリズミカルに、歌われた楽曲となっている。
ネロリ
石野理子が、Aoooにしっとりめのじっくり聴けるような恋の歌を作ってみたいと思ったことから制作された。
リピート
エイプリル

## タイアップ
| 年     | 楽曲         | タイアップ                                                 |
| ------ | ------------ | ---------------------------------------------------------- |
| 2024年 | サラダボウル | メ～テレ『おぎやはぎのハピキャン』12月度エンディングテーマ |